# فوندون
بلدية فوندون (بالإسبانية: Fondón), هي بلدية تقع في مقاطعة المرية. جنوب شرق إسبانيا. يبلغ عدد سكانها 934 نسمة.

## وصلات خارجية
- نسخة محفوظة 4 نوفمبر 2006 على موقع واي باك مشين. (بالإسبانية)